# Porträtt av den venetianske målaren Giovanni Bellini
Porträtt av den venetianske målaren Giovanni Bellini är en oljemålning av den italienske renässanskonstnären Tizian från 1511–1512. 
Målningen är ett tidigt verk av Tizian som studerade hos Gentile Bellini som ung. Som tavlans namn anger tros den porträtterade vara Giovanni Bellini, broder till Tizians mentor. Eftersom detta inte är helt säkerställt kallas målningen också Porträtt av en man (italienska: Ritratto d'uomo). Giovanni Bellini var utnämnd till officiell målare i republiken Venedig och är här avbildad i den officiella venetianska klädedräkten. Möjligen ville den unga Tizian visa Bellini sina talanger för att på så sätt få officiella beställningar från staden.      
Tavlan har tidigare ägts av Domenico Bossi och Gustaf Trolle-Bonde. Den såldes 1912 till Ny Carlsberg Glyptotek för 70 000 kronor och har sedan 1922 varit deponerad på Statens Museum for Kunst i Köpenhamn.
I Statens Museum for Kunsts samlingar finns tavlan Porträtt av köpmannen och konstsamlaren Willibald Imhoff den äldre som också är tillskriven Tizian.

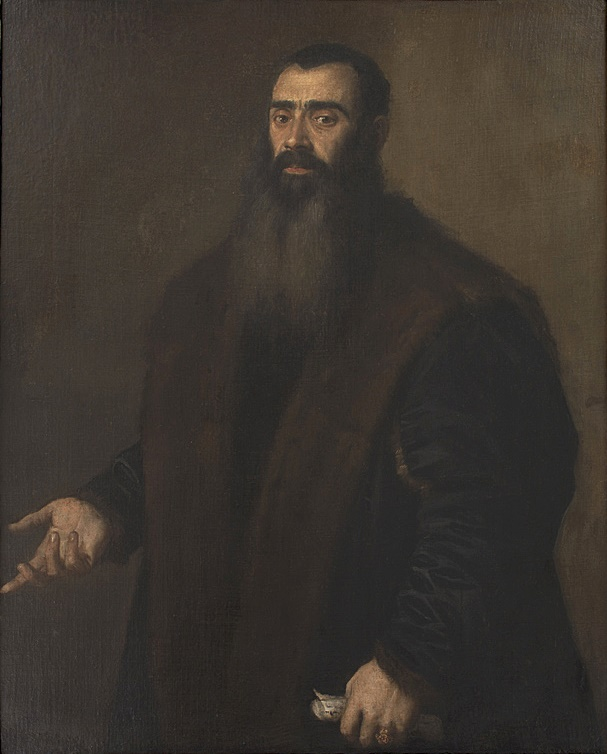
Porträtt av köpmannen och konstsamlaren Willibald Imhoff den äldre (1550–1570) är tillskriven Tizian och utställd på Statens Museum for Kunst.